# Энтюри
Энтюри — озеро на территории Ведлозерского сельского поселения Пряжинского района Республики Карелия.

## Общие сведения
Площадь озера — 0,5 км². Располагается на высоте 111,5 метров над уровнем моря.
Форма озера продолговатая: сильно вытянуто с северо-запада на юго-восток. Берега скалистые.
Из северо-западной оконечности озера вытекает река Мужезерка, втекающая в реку Вухтанеги, которая впадает в Велозеро.
Населённые пункты возле озера отсутствуют. Ближайший — деревня Щеккила — расположен в 5,5 км к северу от озера.
Код объекта в государственном водном реестре — 01040300211102000014442.